# Eisschnelllauf-Sprintweltmeisterschaft 1989
Die 20. Eisschnelllauf-Sprintweltmeisterschaft wurde vom 25. bis 26. Februar 1989 im niederländischen Heerenveen (Thialf) ausgetragen.

## Wettbewerb
- 65 Sportler aus 17 Nationen nahmen am Mehrkampf teil

| Teilnehmende Nationen                 | Teilnehmende Nationen                                        | Teilnehmende Nationen               | Teilnehmende Nationen          | Teilnehmende Nationen          |
| ------------------------------------- | ------------------------------------------------------------ | ----------------------------------- | ------------------------------ | ------------------------------ |
| Australien Österreich Kanada Finnland | BR Deutschland Deutsche Demokratische Republik Italien Japan | Südkorea Niederlande Norwegen Polen | Nordkorea Schweden Sowjetunion | Vereinigte Staaten Jugoslawien |

### Frauen

#### Endstand
- Zeigt die zwölf erfolgreichsten Sportlerinnen der Sprint-WM

| Rang | Name                 | 1. Lauf 500 Meter | Pkt.  | 1. Lauf 1.000 Meter | Pkt.  | 2. Lauf 500 Meter | Pkt.  | 2. Lauf 1.000 Meter | Pkt.  | Gesamt- pkt. |
| ---- | -------------------- | ----------------- | ----- | ------------------- | ----- | ----------------- | ----- | ------------------- | ----- | ------------ |
| 1    | Bonnie Blair         | 39,47 (1)         | 39,47 | 1:20,48 (3)         | 40,24 | 39,54 (1)         | 39,54 | 1:20,37 (2)         | 40,18 | 159,435      |
| 2    | Christa Luding       | 39,90 (3)         | 39,90 | 1:20,11 (1)         | 40,05 | 39,57 (2)         | 39,57 | 1:20,15 (1)         | 40,07 | 159,600      |
| 3    | Seiko Hashimoto      | 40,13 (4)         | 40,13 | 1:21,72 (5)         | 40,86 | 40,34 (4)         | 40,34 | 1:22,13 (6)         | 41,06 | 162,395      |
| 4    | Ingrid Haringa       | 41,14 (9)         | 41,14 | 1:21,49 (4)         | 40,74 | 40,97 (8)         | 40,97 | 1:21,41 (3)         | 40,70 | 163,560      |
| 5    | Christine Aaftink    | 40,34 (5)         | 40,34 | 1:22,12 (8)         | 41,06 | 41,02 (10)        | 41,02 | 1:22,51 (9)         | 41,25 | 163,675      |
| 6    | Song Hwa-Seon        | 40,96 (7)         | 40,96 | 1:22,42 (10)        | 41,21 | 40,98 (9)         | 40,98 | 1:21,54 (4)         | 40,77 | 163,920      |
| 7    | Shelley Rhead        | 40,65 (6)         | 40,65 | 1:22,49 (11)        | 41,24 | 40,86 (7)         | 40,86 | 1:22,49 (8)         | 41,24 | 164,000      |
| 8    | Monique Garbrecht    | 41,25 (11)        | 41,25 | 1:22,26 (9)         | 41,13 | 41,18 (13)        | 41,18 | 1:22,33 (7)         | 41,16 | 164,725      |
| 9    | Yoo Seon-hee         | 41,26 (12)        | 41,26 | 1:22,55 (13)        | 41,27 | 40,76 (5)         | 40,76 | 1:23,07 (12)        | 41,53 | 164,830      |
| 10   | Emese Nemeth-Hunyady | 41,30 (13)        | 41,30 | 1:21,82 (6)         | 40,91 | 41,62 (19)        | 41,62 | 1:22,10 (5)         | 41,05 | 164,880      |
| 11   | Zofia Tokarczyk      | 41,38 (14)        | 41,38 | 1:22,52 (12)        | 41,26 | 41,34 (15)        | 41,34 | 1:22,81 (11)        | 41,40 | 165,385      |
| 12   | Herma Meijer         | 41,16 (10)        | 41,16 | 1:22,88 (14)        | 41,44 | 41,17 (12)        | 41,17 | 1:23,30 (13)        | 41,65 | 165,420      |

#### 1. Lauf 500 Meter
| Platz | Name                 | Land                            | Zeit  | Punkte |
| ----- | -------------------- | ------------------------------- | ----- | ------ |
| 1     | Bonnie Blair         | Vereinigte Staaten              | 39,47 | 39,47  |
| 2     | Angela Hauck         | Deutsche Demokratische Republik | 39,69 | 39,69  |
| 3     | Christa Luding       | Deutsche Demokratische Republik | 39,90 | 39,90  |
| 4     | Seiko Hashimoto      | Japan                           | 40,13 | 40,13  |
| 5     | Christine Aaftink    | Niederlande                     | 40,34 | 40,34  |
| 6     | Shelley Rhead        | Kanada                          | 40,65 | 40,65  |
| 7     | Song Hwa-Seon        | Nordkorea                       | 40,96 | 40,96  |
| 8     | Edel Therese Høiseth | Norwegen                        | 41,10 | 41,10  |
| 9     | Ingrid Haringa       | Niederlande                     | 41,14 | 41,14  |
| 10    | Herma Meijer         | Niederlande                     | 41,16 | 41,16  |
|       |                      |                                 |       |        |
| 11    | Monique Garbrecht    | Deutsche Demokratische Republik | 41,25 | 41,25  |
| 13    | Emese Nemeth-Hunyady | Österreich                      | 41,30 | 41,30  |
| 21    | Heike Pöhland        | Deutsche Demokratische Republik | 41,75 | 41,75  |

#### 1. Lauf 1.000 Meter
| Platz | Name                 | Land                            | Zeit    | Punkte |
| ----- | -------------------- | ------------------------------- | ------- | ------ |
| 1     | Christa Luding       | Deutsche Demokratische Republik | 1:20,11 | 40,05  |
| 2     | Angela Hauck         | Deutsche Demokratische Republik | 1:20,32 | 40,16  |
| 3     | Bonnie Blair         | Vereinigte Staaten              | 1:20,48 | 40,24  |
| 4     | Ingrid Haringa       | Niederlande                     | 1:21,49 | 40,74  |
| 5     | Seiko Hashimoto      | Japan                           | 1:21,72 | 40,86  |
| 6     | Emese Nemeth-Hunyady | Österreich                      | 1:21,82 | 40,91  |
| 7     | Heike Pöhland        | Deutsche Demokratische Republik | 1:22,11 | 41,05  |
| 8     | Christine Aaftink    | Niederlande                     | 1:22,12 | 41,06  |
| 9     | Monique Garbrecht    | Deutsche Demokratische Republik | 1:22,26 | 41,13  |
| 10    | Song Hwa-Seon        | Nordkorea                       | 1:22,42 | 41,21  |

#### 2. Lauf 500 Meter
| Platz | Name                 | Land                            | Zeit  | Punkte |
| ----- | -------------------- | ------------------------------- | ----- | ------ |
| 1     | Bonnie Blair         | Vereinigte Staaten              | 39,54 | 39,54  |
| 2     | Christa Luding       | Deutsche Demokratische Republik | 39,57 | 39,57  |
| 3     | Angela Hauck         | Deutsche Demokratische Republik | 39,77 | 39,77  |
| 4     | Seiko Hashimoto      | Japan                           | 40,34 | 40,34  |
| 5     | Yoo Seon-hee         | Südkorea                        | 40,76 | 40,76  |
| 6     | Susan Auch           | Kanada                          | 40,77 | 40,77  |
| 7     | Shelley Rhead        | Kanada                          | 40,86 | 40,86  |
| 8     | Ingrid Haringa       | Niederlande                     | 40,97 | 40,97  |
| 9     | Song Hwa-Seon        | Nordkorea                       | 40,98 | 40,98  |
| 10    | Christine Aaftink    | Niederlande                     | 41,02 | 41,02  |
|       |                      |                                 |       |        |
| 13    | Monique Garbrecht    | Deutsche Demokratische Republik | 41,18 | 41,18  |
| 19    | Emese Nemeth-Hunyady | Österreich                      | 41,62 | 41,62  |
| 20    | Heike Pöhland        | Deutsche Demokratische Republik | 41,65 | 41,65  |

#### 2. Lauf 1.000 Meter
| Platz | Name                 | Land                            | Zeit    | Punkte |
| ----- | -------------------- | ------------------------------- | ------- | ------ |
| 1     | Christa Luding       | Deutsche Demokratische Republik | 1:20,15 | 40,07  |
| 2     | Bonnie Blair         | Vereinigte Staaten              | 1:20,37 | 40,18  |
| 3     | Ingrid Haringa       | Niederlande                     | 1:21,41 | 40,70  |
| 4     | Song Hwa-Seon        | Nordkorea                       | 1:21,54 | 40,77  |
| 5     | Emese Nemeth-Hunyady | Österreich                      | 1:22,10 | 41,05  |
| 6     | Seiko Hashimoto      | Japan                           | 1:22,13 | 41,06  |
| 7     | Monique Garbrecht    | Deutsche Demokratische Republik | 1:22,33 | 41,16  |
| 8     | Shelley Rhead        | Kanada                          | 1:22,49 | 41,24  |
| 9     | Christine Aaftink    | Niederlande                     | 1:22,51 | 41,25  |
| 10    | Heike Pöhland        | Deutsche Demokratische Republik | 1:22,62 | 41,31  |
|       |                      |                                 |         |        |
| 30    | Angela Hauck         | Deutsche Demokratische Republik | 2.04,09 | 62,04  |

### Männer

#### Endstand
- Zeigt die zwölf erfolgreichsten Sportler der Sprint-WM

| Rang | Name              | 1. Lauf 500 Meter | Pkt.  | 1. Lauf 1.000 Meter | Pkt.  | 2. Lauf 500 Meter | Pkt.  | 2. Lauf 1.000 Meter | Pkt.  | Gesamt- pkt. |
| ---- | ----------------- | ----------------- | ----- | ------------------- | ----- | ----------------- | ----- | ------------------- | ----- | ------------ |
| 1    | Igor Schelesowski | 36,52 (1)         | 36,52 | 1:12,58 (1)         | 36,29 | 36,83 (3)         | 36,83 | 1:12,61 (1)         | 36,30 | 145,945      |
| 2    | Uwe-Jens Mey      | 36,63 (2)         | 36,63 | 1:13,82 (4)         | 36,91 | 36,46 (1)         | 36,46 | 1:13,54 (3)         | 36,77 | 146,770      |
| 3    | Andrei Bachwalow  | 36,92 (5)         | 36,92 | 1:13,63 (2)         | 36,81 | 36,83 (3)         | 36,83 | 1:13,44 (2)         | 36,72 | 147,285      |
| 4    | Dan Jansen        | 36,87 (3)         | 36,87 | 1:13,92 (6)         | 36,96 | 36,55 (2)         | 36,55 | 1:14,02 (4)         | 37,01 | 147,390      |
| 5    | Nick Thometz      | 36,93 (6)         | 36,93 | 1:13,91 (5)         | 36,95 | 37,10 (8)         | 37,10 | 1:14,29 (6)         | 37,14 | 148,130      |
| 6    | Bae Ki-tae        | 36,90 (4)         | 36,90 | 1:14,37 (8)         | 37,18 | 36,90 (5)         | 36,90 | 1:14,30 (8)         | 37,15 | 148,135      |
| 7    | Eric Flaim        | 37,21 (11)        | 37,21 | 1:13,75 (3)         | 36,87 | 37,19 (9)         | 37,19 | 1:14,67 (11)        | 37,33 | 148,610      |
| 8    | Guy Thibault      | 37,01 (8)         | 37,01 | 1:14,37 (8)         | 37,18 | 37,20 (10)        | 37,20 | 1:14,53 (9)         | 37,26 | 148,660      |
| 9    | André Sobeck      | 36,96 (7)         | 36,96 | 1:14,61 (11)        | 37,30 | 37,06 (7)         | 37,06 | 1:14,92 (14)        | 37,46 | 148,785      |
| 10   | Yasushi Kuroiwa   | 37,21 (11)        | 37,21 | 1:15,19 (17)        | 37,59 | 37,02 (6)         | 37,02 | 1:14,61 (10)        | 37,30 | 149,130      |
| 11   | Hozumi Moriyama   | 37,05 (9)         | 37,05 | 1:15,07 (15)        | 37,53 | 37,40 (12)        | 37,40 | 1:14,76 (12)        | 37,38 | 149,365      |
| 12   | Jan Ykema         | 37,61 (16)        | 37,61 | 1:14,55 (10)        | 37,27 | 37,52 (15)        | 37,52 | 1:14,24 (5)         | 37,12 | 149,525      |

#### 1. Lauf 500 Meter
| Platz | Name               | Land                            | Zeit  | Punkte |
| ----- | ------------------ | ------------------------------- | ----- | ------ |
| 1     | Igor Schelesowski  | Sowjetunion                     | 36,52 | 36,52  |
| 2     | Uwe-Jens Mey       | Deutsche Demokratische Republik | 36,63 | 36,63  |
| 3     | Dan Jansen         | Vereinigte Staaten              | 36,87 | 36,87  |
| 4     | Bae Ki-tae         | Südkorea                        | 36,90 | 36,90  |
| 5     | Andrei Bachwalow   | Sowjetunion                     | 36,92 | 36,92  |
| 6     | Nick Thometz       | Vereinigte Staaten              | 36,93 | 36,93  |
| 7     | André Sobeck       | Deutsche Demokratische Republik | 36,96 | 36,96  |
| 8     | Guy Thibault       | Kanada                          | 37,01 | 37,01  |
| 9     | Hozumi Moriyama    | Japan                           | 37,05 | 37,05  |
| 10    | Sergei Fokitschew  | Sowjetunion                     | 37,14 | 37,14  |
|       |                    |                                 |       |        |
| 21    | Michael Hadschieff | Österreich                      | 37,97 | 37,97  |
| 26    | Uwe Streb          | BR Deutschland                  | 38,24 | 38,24  |

#### 1. Lauf 1.000 Meter
| Platz | Name                            | Land                                       | Zeit    | Punkte |
| ----- | ------------------------------- | ------------------------------------------ | ------- | ------ |
| 1     | Igor Schelesowski               | Sowjetunion                                | 1:12,58 | 36,29  |
| 2     | Andrei Bachwalow                | Sowjetunion                                | 1:13,63 | 36,81  |
| 3     | Eric Flaim                      | Vereinigte Staaten                         | 1:13,75 | 36,87  |
| 4     | Uwe-Jens Mey                    | Deutsche Demokratische Republik            | 1:13,82 | 36,91  |
| 5     | Nick Thometz                    | Vereinigte Staaten                         | 1:13,91 | 36,95  |
| 6     | Dan Jansen                      | Vereinigte Staaten                         | 1:13,92 | 36,96  |
| 7     | Arie Loef                       | Niederlande                                | 1:14,03 | 37,01  |
| 8     | Bae Ki-tae Guy Thibault         | Südkorea Kanada                            | 1:14,37 | 37,18  |
| 10    | Jan Ykema                       | Niederlande                                | 1:14,55 | 37,27  |
|       |                                 |                                            |         |        |
| 11    | André Sobeck Michael Hadschieff | Deutsche Demokratische Republik Österreich | 1:14,61 | 37,30  |
| 26    | Uwe Streb                       | BR Deutschland                             | 1:16,26 | 38,13  |

#### 2. Lauf 500 Meter
| Platz | Name                               | Land                            | Zeit  | Punkte |
| ----- | ---------------------------------- | ------------------------------- | ----- | ------ |
| 1     | Uwe-Jens Mey                       | Deutsche Demokratische Republik | 36,46 | 36,46  |
| 2     | Dan Jansen                         | Vereinigte Staaten              | 36,55 | 36,55  |
| 3     | Igor Schelesowski Andrei Bachwalow | Sowjetunion                     | 36,83 | 36,83  |
| 5     | Bae Ki-tae                         | Südkorea                        | 36,90 | 36,90  |
| 6     | Yasushi Kuroiwa                    | Japan                           | 37,02 | 37,02  |
| 7     | André Sobeck                       | Deutsche Demokratische Republik | 37,06 | 37,06  |
| 8     | Nick Thometz                       | Vereinigte Staaten              | 37,10 | 37,10  |
| 9     | Eric Flaim                         | Vereinigte Staaten              | 37,19 | 37,19  |
| 10    | Guy Thibault                       | Kanada                          | 37,20 | 37,20  |
|       |                                    |                                 |       |        |
| 20    | Michael Hadschieff                 | Österreich                      | 37,85 | 37,85  |
| 25    | Uwe Streb                          | BR Deutschland                  | 38,11 | 38,11  |

#### 2. Lauf 1.000 Meter
| Platz | Name                          | Land                            | Zeit    | Punkte |
| ----- | ----------------------------- | ------------------------------- | ------- | ------ |
| 1     | Igor Schelesowski             | Sowjetunion                     | 1:12,61 | 36,30  |
| 2     | Andrei Bachwalow              | Sowjetunion                     | 1:13,44 | 36,72  |
| 3     | Uwe-Jens Mey                  | Deutsche Demokratische Republik | 1:13,54 | 36,77  |
| 4     | Dan Jansen                    | Vereinigte Staaten              | 1:14,02 | 37,01  |
| 5     | Jan Ykema                     | Niederlande                     | 1:14,24 | 37,12  |
| 6     | Nick Thometz David Cruikshank | Vereinigte Staaten              | 1:14,29 | 37,14  |
| 8     | Bae Ki-tae                    | Südkorea                        | 1:14,30 | 37,15  |
| 9     | Guy Thibault                  | Kanada                          | 1:14,53 | 37,26  |
| 10    | Yasushi Kuroiwa               | Japan                           | 1:14,61 | 37,30  |
|       |                               |                                 |         |        |
| 13    | Michael Hadschieff            | Österreich                      | 1:14,82 | 37,41  |
| 14    | André Sobeck                  | Deutsche Demokratische Republik | 1:14,92 | 37,46  |
| 29    | Uwe Streb                     | BR Deutschland                  | 1:16,38 | 38,19  |